# Rockford, Illinois
Rockford, Illinois là một thành phố ở tiểu bang Illinois, Hoa Kỳ. Thành phố này thuộc quận. Thành phố có diện tích km2, dân số là người (thời điểm năm).